# 勃艮第的亨利 (1035年—1066年)
勃艮第的亨利（法語：Henri de Bourgogne，1035年—1066/70年），勃艮第公爵羅貝爾一世的次子。

## 子女
1. 于格（1057年—1093年），勃艮第公爵
2. 雷納德（英语：Raynald I, abbot of Flavigny）（1059年—1090年）
3. 羅貝爾（英语：Robert of Burgundy (bishop of Langres)）（1059年—1111年），朗格勒主教
4. 厄德（1060年—1102年），勃艮第公爵
5. 亨利（1066年—1112年），葡萄牙國王阿方索一世的父親